# Tanghetto
Tanghetto est un groupe de neotango et electrotango argentin, originaire de Buenos Aires. Il est formé par Max Masri. Lauréat du Premio Gardel de La Música et quatre fois nommé pour un Latin Grammy. Leur musique est une fusion du tango argentin avec différents styles musicaux, à l'origine la musique électronique.
Au cours de son parcours, qui a commencé en 2003 dans la ville de Buenos Aires, Tanghetto compte neuf albums studio, trois albums live, un DVD et a effectué des tournées internationales dans plus de vingt pays d'Amérique du Sud, d'Amérique du Nord, d'Europe et d'Asie. Ils ont reçu de nombreuses nominations et récompenses, dont quatre nominations aux Latin Grammy et huit nominations aux Premios Gardel, ces dernières étant remportées à deux reprises. La principale caractéristique de leur musique, outre l'équilibre des sons électroniques et ethniques, est la forte présence de la mélodie et de la structure des chansons.

## Biographie
Le groupe est formé en 2003 par le compositeur et producteur Max Masri. L'idée de Max Masri était de créer un groupe de tango instrumental avec de fortes influences de sons électroniques. Il a invité le compositeur et multi-instrumentiste Diego Velázquez, qui était membre du groupe 020, à le rejoindre. Leur premier album, Emigrante (electrotango), sorti fin 2003, est nommé pour les Latin Grammy en 2004 et a atteint des ventes de platine en Argentine. En 2004, les musiciens de Tanghetto commencent un projet parallèle également conçu par Max, appelé Hybrid Tango, qui deviendra leur deuxième album studio (et également nommé pour un Latin Grammy, en 2005). Dans Hybrid Tango, Tanghetto cherche à « réinventer les fusions qui ont donné naissance au tango (payada, habanera, milonga), et à les mélanger avec différents styles musicaux contemporains ». À la fusion de la musique électronique et de la musique de Buenos Aires, ils ajoutent le jazz, le flamenco, le candombe et d'autres styles, rejoignant ainsi le courant du tango fusion et de la world music.
En octobre 2005, Tanghetto sort l'album Buenos Aires Remixed, qui comprend des reprises des chansons Enjoy the Silence (de Depeche Mode) et Blue Monday (de New Order), à la fois instrumentaux et avec des arrangements et des sons de tango argentin. Après une série de tournées en Europe et Amérique, dont 19 dates au Mexique et des concerts importants comme le Festival Internacional Cervantino dans la ville de Guanajuato en 2007 le groupe enregistre son prochain album studio intitulé El Miedo a la libertad, qui doit son titre à l'essai classique d'Erich Fromm dont Max était un grand admirateur, El Miedo a la libertad (1941). L'album sort le 1er mars 2008 et reçoit en juillet 2009 un Premio Gardel, l'équivalent argentin du Grammy. En novembre 2009, le groupe publie l'album Más allá del sur, qui comprend neuf nouvelles chansons et trois reprises. En mars 2011, ils publient le premier volume de leur album live, appelé VIVO et au début de 2012 le second (VIVO Milonguero). Les deux albums sont enregistrés dans différentes villes du monde entre 2007 et 2010 et ont tous deux été nommés pour le Premio Gardel. VIVO Milonguero remportera finalement le deuxième Premio Gardel du groupe.
En 2012, Max pense qu'il est temps de sortir Incidental tango, un projet conceptuel de Tanghetto sur lequel ils travaillent depuis quelques années avec la participation spéciale du pianiste Aldo Di Paolo. En 2014, ils sortent Hybrid Tango II, une suite de Hybrid Tango sorti une décennie plus tôt. Cette année-là, ils avaient déjà effectué une tournée dans plus de vingt pays. En 2013, lors de la tournée Incidental Tango, Tanghetto se produit dans des salles importantes du monde entier, comme la O2 Arena de Londres, la Feria de San Marcos d'Aguascalientes, au Mexique, ou le Mediolanum Forum de Milan, Italie (lors de la Latinoamericando Expo 2013). En septembre 2014, Hybrid Tango II obtient la troisième nomination aux Latin Grammy, le gagnant de cette nomination étant Rubén Blades. Au début de 2015, ils commencent à enregistrer l'album Progressive Tango, pour lequel Tanghetto est nommé une sixième fois aux Premios Gardel. En 2017, ils sont nommés une septième fois aux Premios Gardel avec un album live appelé Desenchufado, qui est une compilation de différents titres de la longue carrière de Tanghetto dans des versions plus acoustiques avec de touches de musique électronique.
En 2018, ils sortent l'album VIVO en Buenos Aires et entament une tournée qui les mènera à l'intérieur de l'Argentine, en Europe et aux États-Unis, où ils débutent à New York au Lincoln Center. En mai 2020, en pleine pandémie, ils sortent l'album Reinventango, inspiré par le besoin de se réinventer, la déconstruction, le transgenre et en hommage à la communauté Trans d'Argentine avec la chanson Transtango,.

## Discographie
- 2003 : Emigrante (electrotango)
- 2004 : Hybrid Tango
- 2008 : El miedo a la libertad
- 2009 : Más Allá del Sur
- 2012 : Incidental Tango
- 2014 : Hybrid Tango II
- 2015 : Progressive Tango
- 2020 : Reinventango
- 2021 : Tanghetto Plays Piazzolla